# Ярмольчук, Николай Григорьевич
Никола́й Григо́рьевич Ярмольчу́к  (1898, деревня Любань, Минская губерния, Российская империя — апрель 1979, Москва) — инженер-конструктор железнодорожного транспорта, изобретатель и конструктор Шаропоезда.

## Биография
Каждое колесо его поезда представляло собой гигантский шар высотой с человеческий рост. Боковушки шаров — срезаны, здесь проходят оси и установлены электродвигатели. Два таких шара, «одетые» в резину, закреплены в голове и хвосте цилиндрического вагона. Шары выступают наружу через прорези в днище.

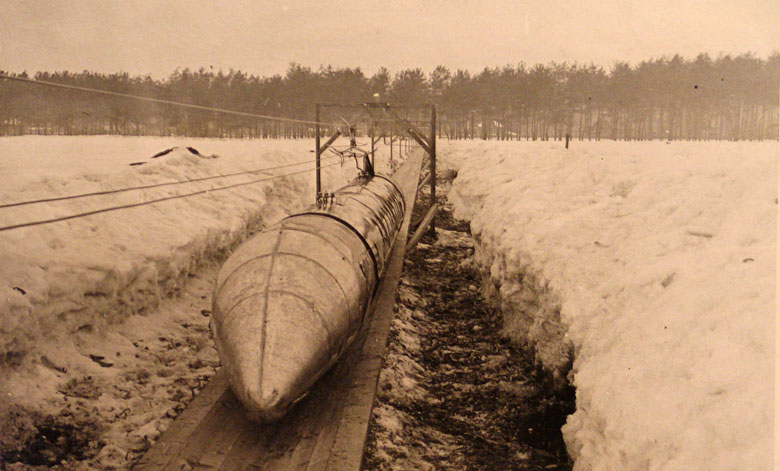
Общий вид шаропоезда конструкции Николая Ярмольчука. 1932 г.
Каждое колесо его поезда представляло собой гигантский шар высотой с человеческий рост. Боковушки шаров — срезаны, здесь проходят оси и установлены электродвигатели. Два таких шара, «одетые» в резину, закреплены в голове и хвосте цилиндрического вагона. Шары выступают наружу через прорези в днище.

Николай Ярмольчук родился в 1898 году в деревне Любань Минской губернии Российской империи. Работал монтером на Курской железной дороге в Москве. Член ВКПб, участник подавления Кронштадтского мятежа 1921 года.
Учился в МВТУ и МЭИ, первым в мире изобрел скоростной электропоезд оригинальной конструкции (Шаропоезд), скоростью движения до 300 км/час, а также лотковый путь для скоростных поездов (позднее стал применяться для поездов на воздушной подушке); резиновое покрытие колес поезда (применяется в поездах метро); обтекаемые формы вагонов и электровоза, аналогичные современным; аэродинамические тормоза, впоследствии нашедшие применение в самолётах.
Ветеран ВОВ, участник битвы на Курской Дуге (1943). Воевал в составе 4 Украинского фронта, воинское звание инженер-капитан.
Умер в апреле 1979 года после продолжительной болезни в возрасте 80 лет.

## Общественная деятельность
В 1950-х годах вёл кружок юных конструкторов в Бауманском Доме пионеров Москвы, разработавших универсальную модель шаропоезда для езды по дорогам с любым покрытием. Работа была представлена на Всемирном фестивале молодёжи и студентов в Москве.

## Семья
- Брат Сергей Григорьевич Ярмольчук.

- Племянница Софья Сергеевна Ярмольчук[6].

## Награды
Орден Красной Звезды (1945).

## Память
В музее ЦМЖТ МПС, в Санкт-Петербурге, проекту Шаропоезда посвящена экспозиция.